# زبان فارسی در کشمیر

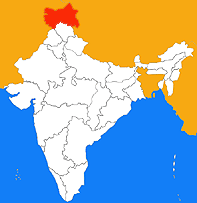
قرمز: منطقه جامو و کشمیر در شمال هند

دره جامو و کشمیر را به علت شباهت هوا و زمین و محیط آن سامان به ایران، ایران کوچک نامیده‌اند. در بسیاری از بناها و باغات و قالی کشمیر تأثیر هنر ایران مشهود است. از لحاظ نثرنویسی هم دورهٔ پیش از تیموریان در کشمیر بسیار غنی است.
ورود زبان و ادبیات فارسی به دره پهناور جامو و کشمیر هم‌زمان با گسترش دین اسلام در آن نواحی در ربع اول سده هشتم هجری به‌طور خاص آغاز شده ولو از سده یکم هجری به بعد عده‌ای از مسلمانان در این ناحیه بسر برده‌اند. در سده مزبور صوفیان بزرگ ایران مانند سید شرف الدین بلبل شاه لهورستانی (م ۷۲۷ ه) و میر سید علی همدانی (م ۷۸۶ ه) و بسیاری از همراهان آنان موجب توسعه اسلام و زبان فارسی در آن سامان بوده‌اند.
در سال ۷۲۵ ه نخستین مسلمان کشمیر صدر الدین عبدالرحمن بلبل شاہ براین سرزمین  قدم نهاد.از سال ۷۴۳ ه شاهان شاهمیری سلطنه قلمرو بدست آوردند (۷۴۳ – ۹۶۲ ه) و سپس چک‌ها اقتدار گرفتند (۹۶۲ – ۹۹۴ ه) و از آن به بعد ناحیه کشمیر در عهد اکبر شاه تیموری جزوی از پادشاهی تیموریان (مغولان) تلقی شده‌است – دوره پیش از تیموریان را در کشمیر «عهد سلاطین کشمیر» می‌نامند.
بنابر این بعد هزیمت مغولان بدست نادر شاہ افغان در جنگ پانی پت سوم افغانان قبضه بر کشمیر کردند۔ و از ۱۷۵۷ا ١٨١٩ میلادی حکومت کردند۔ و مردم کشمیر را سخت ظلم بر آوردند۔ همین بعد ری سکھان در سال ١٨١٩ تا ١٨۴۶مسلط بر کشمیر شدند۔ نیز در ایام سکھان مردم جامو و کشمیر فقط تیرگی استبداد دیدند.
دیگر بر اضافه در سال۱۸۴۶ میلادی کمپانی هند شرقی در ہند کشمیر را به عدد ۷۵ لاک روپیه نانک شاهی همه مضافات جامو کشمیر و لداخ را به گلاب سنگ دوگرہ که مذهب هندو بودہ را فروختند، پس از آن حکومت دوگران بر کشمیر استقرار شد۔ و از سال ١٨۴۶ تا ١٩۴۷ شمسی همه ریاست را غلام خویش می دانستند و بطرز ظلم و جنایت مالکیت مردم را در تحویل خویش گرفتند،و از مردم حتی از زنان و کوکان کار اجباری‌ می گرفتند۔
بہر کیف بعد از آزادی هندوستان و پاکستاندرسال ١٩۴۷ ریاست جامو و کشمیر به سه قسمت تقسیم شد که امروزه تحت حکومت هند حکومت پاکستان و حکومت چین است، و اکنون مردم دارای هیچ گونه حق حقوقی نیستند، که طبق آرزو و تمنای خودزندگی می کنند،سازمان ملل متحدہ یازدہ وضوحی درمورد قبول کردہ است تا مردم طبق حق حقوق شهری و شهروندی زندگی کنند که اینگونه هم تابکنون فراهم نشده است.

## پیشینه
بعد از عصر ده به‌ویژه پس از برقرار گردیدن دولت گورکانیان در هند و متحد شدن بخش اساسی این کشور در گرد یک مرکز سیاسی وضع موجود خیلی تغییر یافت. روابط سیاسی میان فرارود-هندوستان، ایران و هند خیلی بهتر گردیده و برای وسعت یافتن روابط اقتصادی، فرهنگی و ادبی بین این ممالک زمینهٔ مساعدی به وجود آمد.
اهل علم و ادب چه از فرارود و ایران و چه از محل‌های دوردست خاک خود هند و پاکستان امکانات بیشتر پیدا نمودند، که به کشمیر مسافرت کرده و با این سرزمین زیبا از نزدیک آشنائی پیدا کنند.
همانطوری که در تذکرةالشعرای مطربی و مذاکر الاصحاب ملیحای سمرقندی ملاحظه می‌کنیم، ده‌ها شاعران عصرهای شانزده-هفده میلادی فرارود به هند و پاکستان مسافرت کرده، از آنجا به کشمیر گذشته‌اند و بعد از گردش در این سرزمین به میهن خود برگشته‌اند یا به‌طور دائمی در آنجا اقامت گزیده‌اند و تصویر بسیاری از زیبائی‌های این سرزمین را موضوع آثار ادبی خود قرار داده‌اند. در ردیف شاعران به کشمیر سفر کردهٔ فرارود، غیر از شعرای ذکر شده در دو تذکرهٔ نامبردهٔ بالا، شاعران زیر را نیز ممکن است به‌شمار آورد:

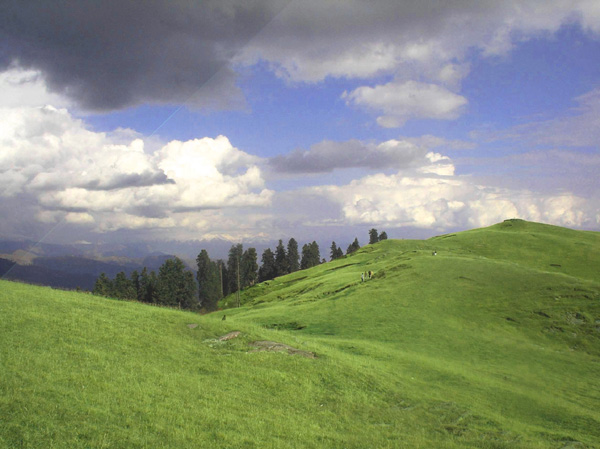
طبیعت کشمیر در تول پیر

اظهر بخاری (۱۶۲۱/۱۰۳۱)، بدیعی سمرقندی (عصر هفده) فاضل خان منصف (درگذشته ۱۷۰۸/۱۱۲۰)، میرزا علی اکبر بدخشی (درگذشته ۱۶۱۶/۱۰۲۵) ملا شاه بدخشی (درگذشته ۱۶۷۴/۱۰۸۲)، اسلام خان بدخشی (درگذشته ۱۶۷۳/۱۰۸۴)، اکمل بدخشی (درگذشته ۱۶۷۳/۱۰۸۴)، میرزا جان بیک سامی (درگذشته ۱۷۷۱/۱۱۸۵)، همچنین از شعرای عصر شانزده میلادی کشمیر بدر الدین عبد السلام کشمیری از هند به فرارود آمده در این محیط به فعالیت‌های وسیع ادبی پرداخته‌است، شاعر مشهور دیگر مولانا یعقوب صرفی کشمیری (درگذشته ۱۵۱۵/۱۰۶۴)ادامه‌دهندهٔ زبردست سنت ادبی عبد الرحمن جامی در کشمیر بود، به فرارود (ماوراءالنهر) آمد و پس از آشنایی با محافل ادبی، علمی تصوفی این سرزمین دوباره به کشمیر برگشت.
شمار شاعرانی که در این دوران از ایران به هند مسافرت کرده‌اند بسیارند. به ویژه از شاعران چیره‌دست عصرهای شانزده و هفده میلادی این سرزمین ده‌ها نفر، همچون عرفی شیرازی (درگذشته ۱۶۱۲/۱۰۲۱)، شاهپور تهرانی (درگذشته ۱۶۳۸/۱۰۴۸)، محمد جان قدسی مشهدی (درگذشته ۱۶۴۶/۱۰۵۶) میرزا رضا دانش مشهدی (درگذشته ۱۶۷۵/۱۰۸۶)، محمد سلیم تهرانی (درگذشته ۱۶۷۴/۱۰۸۵)، ملا طغرای مشهدی (درگذشته ۱۶۷۶/۱۰۸۷) و امثال آن‌ها از ایران به هندوستان و از آنجا به کشمیر گذشته، بخشی از محصول ادبی خود را به تصویر زیبایی‌های کشمیر بخشیده‌اند.از شاعران پارسی گوی هند و پاکستان که در ساحهٔ تصویر زیبایی‌های کشمیر طبع‌آزمایی کرده‌اند، نیز بسیارند که در اینجا به‌طور نمونه ممکن است شاعران زیرین را یادآوری نمود: ملا شیدای فتحپوری (درگذشته ۱۶۱۷/هـ ۱۰۲۶) ابوالفیض فیضی اکبرآبادی (درگذشته ۱۶۳۱/۱۰۴۶) ملا منیر لاهوری (درگذشته ۱۶۴۴/ ۱۰۵۴)میر محمد زمان راسخ لاهوری (درگذشته ۱۶۹۵/۱۱۰۷)ناصر علی سرهندی (درگذشته ۱۶۹۶/۱۱۰۸)گلشن دهلوی(درگذشته ۱۷۲۷/۱۱۴۰) و آفرین لاهوری (درگذشته ۱۷۳۶/۱۱۴۸)از شاعران پارسی‌گوی هند و پاکستانند، که تصویر مناظر بی‌نظیر کشمیر در اشعار خود برکنار نمانده‌اند.
اینگونه آمد و رفت شعرای ممالک ذکر شده به کشمیر اگر از یک طرف، در ردیف دیگر عامل‌های اجتماعی، اقتصادی و فرهنگی، محیط ادبی کشمیر را بدرجهٔ خیلی زیاد به جنبش آورده، از جانب دیگر تصویر کشمیر و مناظر بی‌نظیر طبیعی آن را در نظم بیش از پیش وسعت داده‌است.
اگر در آثار شعرای پیش از عصر شانزده میلادی گاه گاهی تنها به ذکر کشمیر، زیبائی‌های طبیعت و مردم آن برخورد میکنیم، پس از عصر شانزده در اوصاف کشمیر و تصویر مناظر طبیعی و خوبرویان آن از قطعه، رباعی و غزل تا قصیده و مثنوی آثار فراوانی آفریده شده، که این آثار باارزش ادبی-بدیعی خود در ردیف شیواترین اشعار و بهترین نمونهٔ ادبیات پارسی عصرهای شانزده-هیجده میلادی هند و پاکستان بشمار می‌روند.
مثلاً قصیده و غزل‌های سرودهٔ طالب آملی در وصف کشمیر، مثنوی «کشمیرنامه» قدسی مشهدی، مثنوی «بهار جاوید» منیر لاری، قصیدهٔ مشهور در وصف کشمیر سرودهٔ عرفی شیرازی، قصیدهٔ دیگر در همین موضوع سرودهٔ فیضی اکبر آبادی «شهر آشوب» فصاحت خان کشمیری و امثال آن‌ها نه اینگه از آثار درجهٔ اول این شاعران است، بلکه این آثار را ممکن است از بهترین نمونه‌های نظم پارسی عصرهای نامبرده بالا بشمار آورد.
در دوام عصرهای شانزده-هیجده میلادی صدها نمایندگان ادب پارسی را به وجود آورد، که آن‌ها با آثار منظوم خود بهرهٔ معینی را در ادبیات بجای میگذارند. مولانا یعقوب صرفی کشمیری (درگذشته ۱۵۹۵/۱۰۰۴)، شیخ محسن فانی کشمیری (درگذشته ۱۷۷۵/۱۱۸۹)و ده‌ها شاعر مبرز دیگر که امروز کشمیریان و اهل هند و پاکستان با آثار ادبی آن‌ها فخر می‌فروشند از تربیت‌یافتگان محیط ادبی ادوار پیش گفتهٔ کشمیر هستند.
با این احول آثار منظوم سروده شعرا در وصف کشمیر و محصول ادبی شعرای سه عصر ذکر شده کشمیر به‌طور کلی از قسمت‌های خیلی کم آموخته شدهٔ ادبیات پارسی هند و پاکستان است.
یکی از عوامل عمدهٔ روی دادن این حالت از یک جهت جمع‌آوری نشدن آثار سرودهٔ شعرا در وصف کشمیر در کتاب علی‌حده تا این اواخر از طرف دیگر در دسترس نبودن تذکرة الشعرای خاص شاعران کشمیر تا زمان اخیر است. پژوهشگران هند و پاکستان گرچه از تألیف تذکره‌هایی، دربارهٔ شاعران دوران یادشده کشمیر، همچون«حیات الشعرا»تألیف مین کشمیری و «تذکرة الشعرای کشمیر» تألیف «محمد اصلح»و امثال آن باخبر بودند اما بنابر نایاب بودن آنها همهٔ این منابع ادبی را مفقود شده می‌پنداشتند.
از این جهت در تحقیقات ادبی که از ابتدای عصر بیستم به این طرف دربارهٔ ادبیات مذکور در هند و پاکستان نشر گردیده‌اند، ما تنها بشرح حال یک عده ناچیزی از شاعران کشمیر برمی‌خوریم از جمله: در «نگارستان کشمیر» تألیف ظهور الحسن «بهارستان کشمیر» نام اثر بی‌خبر، «پارسی‌سرایان کشمیر» تألیف دکتر تیکو، ادبیات فارسی در پاکستان نام اثر ظهورالدین احمد «ایران صغیر یا تذکره پارسی‌سرایان کشمیر تألیف عبد الحمید عرفانی و امثال آن عیناً همین حالت را مشاهده می‌کنیم.
مثلاً در اثر آخرین که دارای عنوان برجسته‌ای است، فقط ۳۱ نفر شاعر را مشاهده می‌کنیم، که از آنها ۲۷ نفر از پارسی‌سرایان کشمیر بوده‌اند. عرفانی اثر خود را از غنی کشمیری شروع می‌کند و از این‌چنین معلوم می‌شود، گویا پیش از غنی در کشمیر شاعری نگذشته باشد. اخبار و شرح حال شعرا بکلی ناقص بوده، درباره جریان زندگی هیچ یک از شعرای وارده در این اثر درک تصور کاملی امکان‌پذیر نیست.
علل عمده روی دادن این حالت را اینگونه تألیفات، همانطوری که پیشتر درباره ادبیات پارسی‌سرایان کشمیر قید کرده‌ایم، همانا نبودن منابع ضروری ادبی بوده‌است.
اشعار سرودهٔ شاعران در وصف کشمیر تا این اواخر نیز به همان وضعیت سابق بود و کسی به جمع این اشعار مشغول نمی‌شود.این حالت در مسئله تحقیق آثار ادبی پارسی‌سرایان کشمیر و بررسی اشعار سروده در اوصاف کشمیر دشواری بزرگی بوجود آورده بود، در حالی که آموختن و تعیین موقع این آثار در تاریخ ادبیات پارسی‌سرایان هند و پاکستان از وظایف مهم روز بشمار می‌آمد.
اما دانشمندان مبرز پاکستان دکتر سید حسام‌الدین راشدی در دوام سالهای ۱۹۶۶-۱۹۶۹ توانست این مشکلات را با موفقیت بر طرف نماید. دکتر راشدی در نتیجهٔ تحقیقات دامنه‌دار خود دو نسخه «تذکرة الشعرای کشمیر» تألیف محمد اصلح را در دو کتابخانه پاکستان (یکی را در کتابخانهٔ شخصی و دیگری را در کتابخانهٔ لیاقت)پیدا نمود.این کشف مؤلف از اکتشافات خرد علمی نبود.زیرا همان طوری که سابقاً اشاره کرده‌ایم، اصحاب تحقیق این سرچشمهٔ گرانبها را از منابع ناپدیدشده می‌پنداشتند. تذکره محمد اصلح راجع به ادبیات پارسی‌سرایان کشمیر در حقیقت، یک منبع بی بدل بود.ما در این اثر شرح حال و نمونهٔ اشعار ۳۰۵ تن از شاعران پارسی سرای کشمیر را مشاهده میکنیم.
سید محمد ابن منطقی بیهقی – (م ۸۸۹ ه) یکی از شعرای دیگر عهد وی است که به «بابا ویسی» شهرت دارد. او بشیوه مولوی شعر می‌گفت.
صاحب تاریخ رشیدی معروف شاعر هم بوده‌است.
در دوره مختصر چک‌ها بسیاری از شعرا و ادبا برخاستند مانند ملانامی، محمد امین مستغنی، ملا عینی، شیخ حمزه (م ۹۸۱ ه)، بابا داود خاکی گنائی (م ۹۹۴ ه) خواجه حسن قاری، خواجه میر بزاز و سلطان یوسف شاه چک (۹۸۷ – ۹۸۹ ه).

## میر سید علی همدانی
میر سید علی همدانی که به القاب علیؓ ثانی، شاه همدان، امیر کبیر و حواری کشمیر شهرت دارد و دارای آثار زیادی است، شاعر هم می‌باشد. مجموعه ۴۱ غزل وی بانضمام نه رباعی تا کنون سه بار بچاپ رسیده‌است.
سید علی همدانی و فرزندش میر سید علی همدانی (م ۸۵۴ ه) در حدود ۱۳۰۰ سادات ایرانی را به کشمیر کشانده و باعث گسترش زبان و ادب فارسی و هنر ایرانی در آن ناحیه گردیده‌اند. سید علی همدانی که مدفون ناحیه ختلان (کولاب) تاجیکستان است ده سال در کشمیر و نواحی آن گذرانده‌است. سلطان زین العابدین شاهمیری (۸۲۷ – ۸۷۸ ه) از پادشاهان مشوقان بزرگ ادب است خود هم شاعر بوده با تخلص قطب.
رساله عقبات یا قدوسیه میر سید علی همدانی  بنام پادشاه کشمیر سلطان قطب الدین (۷۷۵ – ۷۹۵ ه) نوشته شده‌است و همچنین چندین مکتوب وی هم بنام همان پادشاه نگارش یافته‌است. طبیبی در عهد قطب الدین نام شهاب الدین شهرت داشته و کتاب شفاء الدین الامراض را به فارسی نوشته‌است.
میر سید محمد همدانی مذکور در دوران اقامت وی در کشمیر (۷۹۶ – ۸۱۷ ه) رساله‌ای در تصوف و شرح شمسیه در منطق را تألیف نموده‌است. سید حسین بیهقی در عهد سلطنت سلطان زین‌العابدین رساله «هدایت الاعماء» نوشته که شامل بیان عقاید دین اسلام می‌باشد. بعضی از تواریخ کشمیر به زبان فارسی در دوره یادشده تألیف گردیده و چه بسا کتب سانسکریت که به فارسی برگردانده شده‌است ولی عده زیاد کتب فارسی این دوره منوط به تبیین عقاید و افکار دین و تصوف است، چه برای یاد دادن نو مسلمانان این کار لازم بوده‌است. در دورهٔ طلائی تیموریان شبه قاره البته دره جامو و کشمیر جزو مهم‌ترین نقاط زبان و ادبیات و هنر و فرهنگ ایران در آمد.